# Neotrichoporoides flavipronotum
Neotrichoporoides flavipronotum är en stekelart som beskrevs av Girault 1915. Neotrichoporoides flavipronotum ingår i släktet Neotrichoporoides och familjen finglanssteklar. Inga underarter finns listade i Catalogue of Life.